# Paradrina pseudoterrea
Paradrina pseudoterrea là một loài bướm đêm trong họ Noctuidae.